# Bruchsee (Halle)
Der Bruchsee (auch Graebsee genannt) ist ein ca. 2 ha großer und maximal 11 Meter tiefer See im Stadtteil Neustadt von Halle (Saale).

## Lage
Der See liegt zentral zwischen der nach ihm benannten Straße „Am Bruchsee“, dem Streckenabschnitt Neustadt–Nietleben der in Halle verkehrenden S-Bahn-Linie S7 und dem Neustädter Stadion. An seinem Ost- und Nordufer schließt sich der Stadtpark der Neustadt an.
Während der Uferbereich nach Osten abflacht, steigt dieses im Westen zu einer steilen Felswand an. An dieser sind klar strukturierte Muschelkalkschichten erkennbar.

## Entstehung und Nutzung
An Stelle des heutigen Sees existierte von 1891 bis 1921 ein Kalksteinbruch. In diesem erfolgte der Abbau von Muschelkalk, der im Trias vor ca. 240 bis 233 Millionen Jahren entstand. Der Kalk wurde für die Zementherstellung genutzt. Nach Einstellung des Kalkabbaus entstand der See durch einströmendes Grund- und Niederschlagswasser.
Von 1921 bis in die 1950er Jahre existierte am Südufer des Sees der holzverarbeitende Betrieb der Familie Graeb (hiervon leitet sich auch der im Volksmund verbreitete Namen Graebsee ab), die den See zur Wässerung von Baumstämmen nutzte. Bauliche Reste des Betriebs oberhalb des Südufers blieben bis Mitte der 1990er Jahre erhalten und wurden erst mit dem Bau neuer Wohnhäuser abgerissen.
Zeitweise wurde der See als Badeanstalt genutzt. In den 1970er Jahren gab es Planungen, einen Teil des Steilufers zu terrassieren und ein Ausflugscafé zu errichten. Die Pläne wurden jedoch nie realisiert.
1979 wurde der westliche Teil des Bruchsees mit seiner Steilwand als Flächennaturdenkmal unter Schutz gestellt.
Ein Teil des Wassers wurde jahrelang zur Klimatisierung des 1982/83 errichteten Kinos Prisma genutzt. Mit dem Abriss des Kinos entfiel die damit verbundene Regulierung, so dass der Wasserspiegel in den Folgejahren merklich anstieg. Seit der Installierung einer neuen Pumpe wird nun beständig Überschusswasser in den nahegelegenen Saugraben überführt, das durch diesen zur Saale gelangt. Somit ist der See heute Teil der Grundwasserhaltung für Halle-Neustadt.

## Quelle
- http://www.aha-halle.de/groups/FaltblattGraebsee.pdf, zuletzt abgerufen: 20. November 2011
- http://halgis.halle.de/mapserver/data/halle/umweltatlas/ua_Text.asp?layer=0101, zuletzt abgerufen: 20. November 2011